# Orvinio
Orvinio est une commune de la province de Rieti, dans le Latium, en Italie. Le village a obtenu le label des Plus Beaux Bourgs d'Italie.

## Administration
| Période                                  | Période  | Identité  | Étiquette    | Qualité |
| ---------------------------------------- | -------- | --------- | ------------ | ------- |
| 14 juin 2004                             | En cours | Rino Fusi | Lista Civica |         |
| Les données manquantes sont à compléter. |          |           |              |         |

### Communes limitrophes
Percile, Pozzaglia Sabina, Scandriglia, Vallinfreda, Vivaro Romano.

### Évolution démographique
Habitants recensés